# Louis Gabriel Taboureau des Réaux
Louis Gabriel Taboureau, seigneur des Réaux, né à Paris le 20 octobre 1718 et mort à Paris le 31 mai 1782, est un homme d'État français.

## Famille
Issu d'une famille bourgeoise de Touraine, anoblie en 1713, Louis Gabriel Taboureau des Réaux est le fils de Louis Mathurin Taboureau, seigneur des Réaux, de Villepatour et de Bois-Denier, grand-maître des Eaux et Forêts du Lyonnais, et de Catherine Geneviève Bazin et le petit-fils de Louis Taboureau, seigneur des Réaux, d'Orval, et de Lony, receveur au grenier à sel, receveur des tailles d'Angoulême, conseiller-secrétaire du Roy, Maison et Couronne de France et de ses Finances (20 août 1713).
Frère du général Louis-Philippe Taboureau de Villepatour, il est aussi le neveu de Gabriel Taschereau de Baudry et du fermier général François Jules Duvaucel, ainsi que le cousin germain de Pierre-Antoine-Claude Papion.

## Biographie
Il est maître des requêtes, puis intendant général du Hainaut et Cambrésis du 11 novembre 1764 à 1775.
C'était un conservateur par principe et par tempérament, personnage passablement effacé, "débonnaire" pour les uns, "connu pour sa parfaite honnêteté et grande modestie", pour les autres, "doux, simple et humain" et selon tous entouré de l'estime et de la considération générale, qu'on choisit sans doute pour ces motifs pour exercer nominalement les fonctions de contrôleur général des finances du 21 octobre 1776 au 29 juin 1777, tandis que Jacques Necker – qui ne pouvait être nommé contrôleur général car il était protestant – dirigeait effectivement le département avec le titre de directeur général du Trésor. Il commença par refuser le poste estimant "qu'il n'entendait rien à la manutention du fisc".
Déjà, il se montre critique quant à l'application de l'édit de 1764, notamment quant aux bénéfices exportations qui ne profitent pas aux populations locales.

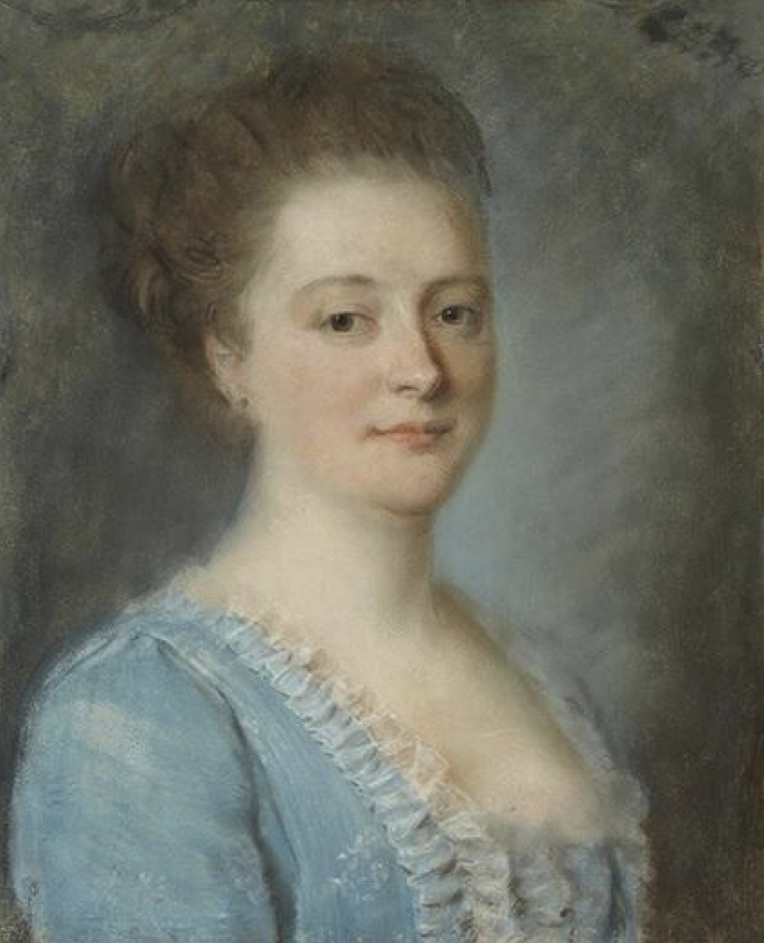
Portrait présumé de son épouse, Amédée-Adélaïde Desnoyers de Lorme.

Il est nommé contrôleur général des finances, "pour la forme", puisque Necker est déjà pressenti à ce poste. Mais les négociations avec celui-ci allaient prendre du temps. Selon Maurepas, qui avait été chargé de conduire les négociations avec Necker, il s'agissait de choisir « un homme de bonne réputation, sans malice car il n’aura rien à faire que de laisser les choses telles qu’elles sont jusqu’à ce que les affaires d’argent et de crédit étant examinées, on soit dans le cas de faire des améliorations raisonnables ». L'intéressé voulut refuser cette proposition en faisant valoir que « quand on a passé cinquante ans, on n'est plus propre aux affaires publiques », mais ce refus ne fit sans doute que convaincre Maurepas qu'il tenait son homme.
Dans le livre Anecdotes du règne de Louis XVI publié en 1791 on lit ceci : 
« Comme il était d’usage qu’en nommant un contrôleur général, le roi lui remît une canne à pomme d’ivoire, un anonyme adressa ce quatrain à M. Taboureau :
Des aveugles sans nombre ont porté ce bâton ;
Pour diriger vos pas il n’est point nécessaire ;
Mais, remis en vos mains, il assure, dit-on,
A l’honneur un soutien, aux fripons leur salaire. »
Necker et Taboureau "ne s'accordèrent pas un seul moment". Maurepas a décidé que l'un s'occupait des dépenses et l'autre des recettes. Taboureau, seul assermenté à la chambre des comptes, estimait que tous les projets devaient lui être soumis pour examen; alors que Necker considérait pour sa part que ses projets ne devait soumis qu'à la seule révision du roi, lequel "ne revoyait rien". Les intendants des finances et du commerce "se regardaient comme les bras d'un contrôleur général, ils refusaient de travailler avec Necker, considéré par eux comme un intrus".
De fait, il n'existe à peu près aucune décision qu'on puisse attribuer personnellement à Taboureau des Réaux durant son passage au contrôle général. L'intéressé était objet de quolibets : on le surnommait « la béquille ». Il en souffrait d'autant plus qu'il n'approuvait pas les réformes de Necker et voulut démissionner en janvier 1777, puis en avril, mais Louis XVI refusa par deux fois. En définitive, le 29 juin 1777, le Roi dut s'y résoudre devant le refus catégorique du contrôleur général de signer l'édit supprimant les receveurs généraux des finances.
Lors de sa démission, L'Espion anglais, une gazette, écrit : "M. Taboureau, cul-de-jatte dans son ministère, ne pouvant remuer pied ni patte, puisqu'il n'avait point la destination de l'argent, s'est enfin lassé de son rôle absolument passif".
Taboureau fut remplacé par Necker avec le titre de directeur général des finances. Il fut nommé au Conseil des Dépêches et au Conseil royal des finances le lendemain de sa démission (30 juin 1777).
Il meurt le 31 mai 1782 sans postérité.

## Armes
D'azur, au chevron d'or, accompagné de trois tambour de même, au chef d'argent, chargé d'un lion courant de sable.